# Tori (ort i Mali)
Tori är en ort i Mali.   Den ligger i regionen Mopti, i den södra delen av landet, 500 km öster om huvudstaden Bamako. Tori ligger 277 meter över havet och antalet invånare är 10 438.
Terrängen runt Tori är platt. Runt Tori är det ganska glesbefolkat, med 38 invånare per kvadratkilometer. Det finns inga andra samhällen i närheten. Omgivningarna runt Tori är en mosaik av jordbruksmark och naturlig växtlighet.